# Belonogaster punctilla
Belonogaster punctilla är en getingart som beskrevs av Richards 1982. Belonogaster punctilla ingår i släktet Belonogaster och familjen getingar. Inga underarter finns listade.